# Jukšin Gardan Sar
Jukšin Gardan Sar (také Yukshin Gardan Sar) je hora v pohoří Karákóram v Pákistánu. Leží zhruba 16 km severovýchodně od hory Kunjang Kiš a 6 km severozápadně od vrcholu Kandžut Sar.

## Výstupy
Prvovýstup na vrchol Jukšin Gardan Sar se zdařil jižním hřebenem v roce 1984 pákistánsko-rakouské skupině, kterou vedl Rudolf Wurzer. Krátce na to ve stejném roce vystoupila na vrchol i pákistánsko-japonská skupina. V roce 1986 stanul na vrcholu španělský tým, ve kterém byli Alejandro Arranz, Iñaki Aldaya, Alfredo Zabalza a Tomás Miguel. Od té doby na tomto vrcholu nedošlo k žádným jiným výstupům nebo pokusům.